# María Esther Camargo Félix
María Esther Camargo Félix (Ciudad Obregón, Sonora, México, 7 de abril de 1958) es una política mexicana, miembro del Partido Revolucionario Institucional y fue diputada federal en la LXIII Legislatura de 2015 a 2018.

## Vida personal
María Esther Camargo nació el 7 de abril de 1958, en Ciudad Obregón, Sonora, México. Se titula de licenciada en Ciencias de la Educación, Generación 1976-1980, en la Universidad de Monterrey. Es Master en Investigación y Desarrollo de la Educación, generación 1983-1990, por la Universidad  Iberoamericana, de la Ciudad de México y en el 2001 se diploma en Historia de México, por  el Instituto de Investigaciones Históricas de la Universidad Autónoma de Tamaulipas, en colaboración con la UNAM. Habiéndose casado en 1979, con el licenciado Oscar Luebbert Gutiérrez, con quien procrea tres hijos que son María Esther, Oscar Santiago y Daniel, todos Luebbert Camargo

## Trayectoria política
En su desarrollo como servidora pública, destaca la investigación en el Sistema Nacional de Educación para Adultos, del Centro de Estudios Educativos; analista en la Dirección de Programación Educativa de la Secretaría de Programación y Presupuesto del Gobierno Federal, en la Ciudad de México y en Reynosa fundó y fue subdirectora del Centro de Desarrollo Infantil en educación inicial y preescolar, del Centro Educativo Alianza; Primera Regidora, en las comisiones de Cultura, Educación, Salud y Desarrollo Rural; también fue secretaria municipal de Participación Ciudadana y fue la primera rectora de la Universidad Tecnológica de Tamaulipas Norte, habiendo fundado y sido directora del Instituto Tamaulipeco de Educación para los Adultos (ITEA), en Ciudad Victoria, capital.

### Diputada federal
Como legisladora, Esther Camargo contribuyó con el bloque representativo de Tamaulipas, para que la participación fiscal federal para el Estado se incremente en 120 millones de pesos y hacer lo mismo, junto con sus compañeros legisladores, con el monto económico del programa de fondo fronterizo. Y en lo que corresponde a gestión social, en su carácter de representante popular, María Esther ha estado erogando por dos años consecutivos un apoyo económico anual en becas escolares por aproximadamente 400 mil pesos anuales, para estudiantes de nivel medio superior y superior, además de gestionar recursos federales para mejorar la infraestructura de los planteles escolares pertenecientes a su distrito y mediar ante quién sea necesario, para que se mejore el trato a los paisanos cuando vienen a pasear a nuestro país o a nuestros connacionales, cuando estos son repatriados por las autoridades migratorias norteamericanas .